# Musée départemental de l'Arles Antique

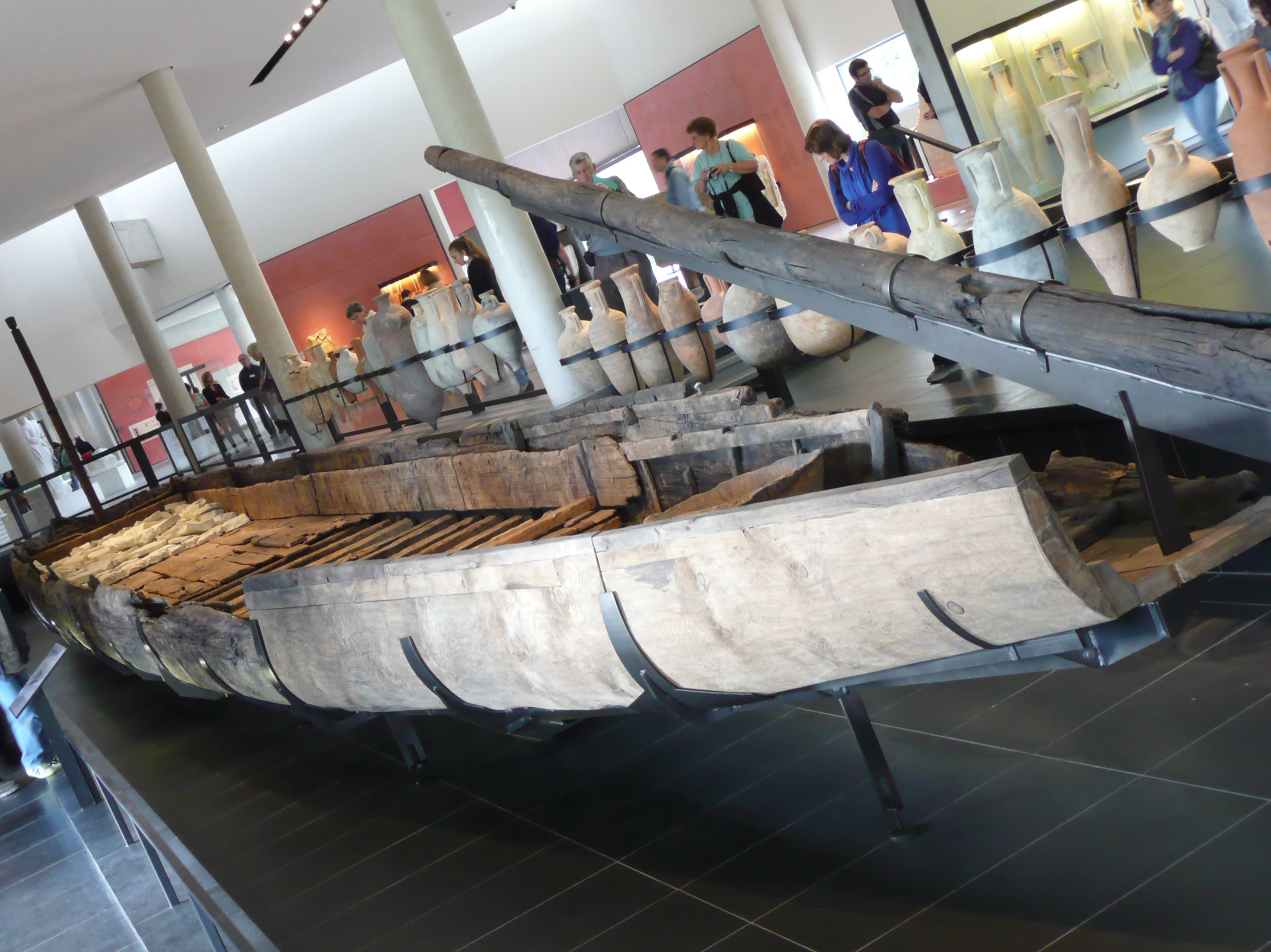

Het Musée départemental de l'Arles Antique of MD2A is een museum in het Franse Arles. Het archeologisch museum belicht de pre-Romeinse, Romeinse en vroegmiddeleeuwse periode. Het werd in 1995 geopend in een gebouw ontworpen door Henri Ciriani. In het museum worden onder andere een boot (Arles Rhône 3) en beeldhouwwerken (waaronder de Tête d'Arles en de buste van Arles) tentoongesteld, en een model van de Romeinse watermolens uit Barbegal.